# Chrome OS
Chrome OS (o Chromium OS, riferendosi al suo progetto open source) è un sistema operativo progettato da Google e basato sulla distribuzione Gentoo.

## Storia
Annunciato il 7 luglio 2009, è basato sul browser Google Chrome (software proprietario), sul kernel Linux e su pacchetti provenienti da Gentoo (precedentemente era basato su Ubuntu). Inizialmente destinato al mercato dei netbook, la versione stabile è stata pubblicata il 15 giugno 2011 e preinstallata sui netbook Acer ZGB e Samsung Series 5 con processori Intel.

### Presentazioni al pubblico
- Il 19 novembre 2009 alle ore 22:00 (ora italiana, GMT+1) è stata trasmessa in diretta streaming via web la presentazione ufficiale del nuovo sistema operativo. I video mostrati durante la conferenza sono disponibili sul canale YouTube ufficiale di Google Chrome.[12]
- Il 7 dicembre 2010 alle ore 19:30 (ora italiana, GMT+1) si è parlato nella conferenza stampa della Google di ulteriori dettagli sul sistema operativo.
- L'11 maggio 2011 alle ore 19:30 (ora italiana, GMT+1) si è parlato del file browsing, della data di uscita (15 giugno) del primo Chromebook, il Samsung Serie 5[13] e del web browsing offline.

## Caratteristiche
- È un sistema operativo open source, pensato per gli utenti che lo utilizzano per la maggior parte del loro tempo collegati ad internet.
- Impiega circa otto secondi per avviarsi in un computer con un'unità a stato solido; non sono noti i tempi di avvio su un computer con hard disk tradizionale.[14]
- Utilizzava Google Cloud Print per stampare qualsiasi file, senza alcun bisogno di driver installati. Dal 31 Dicembre 2020 non è più supportato.[15]
- L'interfaccia utente è molto simile a quella di Google Chrome, su cui si basa al 90%.
- È compatibile con i computer Samsung, Acer, ASUS, Freescale, Hewlett-Packard (HP), Lenovo, Qualcomm, Texas Instruments e Toshiba.[16]
- Il primo netbook di test è il Cr-48 presentato da Google alla presentazione del 7/12/2010.[17]
- È disponibile anche per tablet computer.[18]
- Consente a diverse applicazioni (a cominciare da quelle di Google Workspace) di essere eseguite anche offline.
- Può essere (re)-installato da zero, tramite programma scaricato dal portale Google dedicato a Chromebook (ovviamente ricorrendo ad un altro dispositivo), e lanciato tramite chiavetta USB.
- A differenza di Android e iOS, in ChromeOS si possono installare le estensioni sul browser Chrome disponibili (come in Windows, Mac, Linux).[19]

### Modalità di vendita
I netbook con sistema operativo ChromeOS sono venduti tramite un abbonamento a canone mensile di 20 dollari al mese per le attività educative e di 28 dollari al mese per il business. In caso di guasto il netbook verrà sostituito dalla stessa azienda e dopo 3 anni sarà sostituito con un nuovo netbook.

## Chromebook
I Chromebook sono i computer portatili con ChromeOS nativo (cioè preinstallato in fabbrica dal produttore del dispositivo).

### Modelli

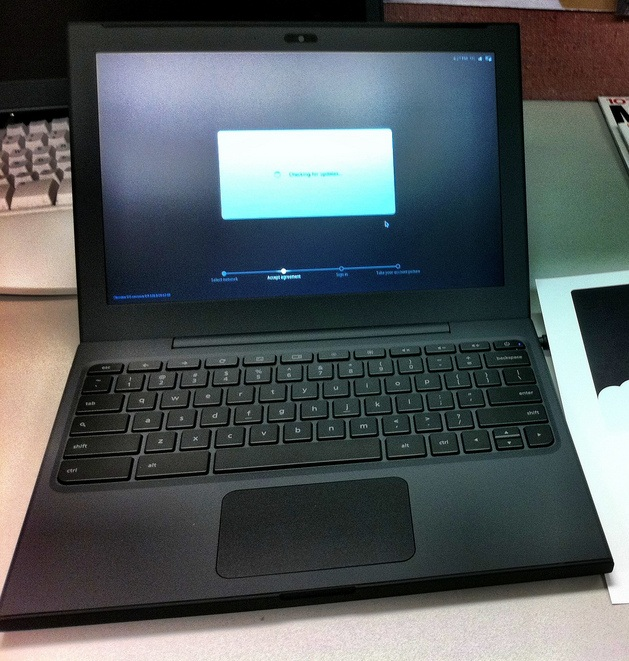
Cr-48

#### Google CR-48
Nella conferenza stampa del 7 dicembre 2010, Google ha annunciato il netbook CR-48, un prototipo creato per testare ChromeOS, con CPU Intel Atom N455 e 2 GB di RAM e connettività Wi-Fi 802.11 a/b/g/n, Bluetooth 2.1 EDR e USB 2.0. Ha inoltre jack audio da 3,5 mm e slot per SD.

#### Samsung Serie 5 ed Acer ZGB
Il Samsung Serie 5 e l'Acer ZGB sono stati i primi Chromebook ad essere messi in vendita il 15 giugno 2011. Il Serie 5 aveva uno schermo da 12,1" HD, CPU Intel Atom N570 dual-core, connettività Wi-Fi e 3G opzionale, 2GB di RAM e 16 GB di SSD. Lo ZGB differiva invece per lo schermo 11,6" CineCrystal e la presenza anche di una porta HDMI.

#### Modelli attualmente in vendita
Nel 2017 erano prodotti da Acer, ASUS, Dell, Haier, Hisense, HP, Lenovo, LG, Samsung, Toshiba e Google.

## Chromebit
Il Chromebit è un piccolo computer nelle dimensioni di una chiavetta USB, collegabile alla TV con la porta HDMI per usufruire di ChromeOS. L'unico modello attualmente prodotto di Chromebit è l'ASUS Chromebit CS10, con CPU Rockchip RK3288C Quad-Core, Intel HD Graphics, 2 GB di RAM, 16 GB di eMMC, una porta USB 2.0, una HDMI ed una DC per la ricarica e connettività Wi-Fi 802.11 a/b/g/n/ac e Bluetooth 4.0.

## Chrome OS Flex
Chrome OS Flex (rebranding di CloudReady) è la versione di Chrome OS installabile su PC Windows o macchine Mac. Esistono alcune differenze con il prodotto principale. Può essere anche provato tramite avvio da Live USB senza quindi doverlo installare.